# Пеможа
Пеможа, в верхнем течении — Осипов, — река в России, протекает по Онежскому району Архангельской области вдали от населённых пунктов, по территории Водлозерского национального парка.
Устье реки находится в 8 км по левому берегу реки Чусрека. Длина реки составляет 37 км, площадь водосборного бассейна — 258 км².

## Притоки
(от устья к истоку)
- Берёзов (левый)
- Чёрный Южный (левый)
- из озера Кузя (правый)
- из озера Чижского (правый)

## Данные водного реестра
По данным государственного водного реестра России относится к Балтийскому бассейновому округу, водохозяйственный участок реки — Водла, оз. Водлозеро, речной подбассейн реки — Свирь (включая реки бассейна Онежского озера). Относится к речному бассейну реки Нева (включая бассейны рек Онежского и Ладожского озера).
Код объекта в государственном водном реестре — 01040100312102000016396.